# Thumeries
Thumeries é uma comuna do departamento do Norte, região de Altos da França, França. É o local de nascimento do diretor de filmes Louis Malle, que nasceu por lá em 30 de outubro de 1932.